# Alioune Badara Mbengue
Alioune Badara Mbengue (* 1. Februar 1924 in Fatick; † 12. November 1992 in Paris) war ein senegalesischer Politiker, Minister und Botschafter. Unter anderem bekleidete er 1968 kurzzeitig das Amt des Außenministers.

## Leben
Alioune Badara Mbengue, Sohn von Ndiaga Mbengue und dessen Ehefrau Seynabou Thiombane, besuchte die Grundschule in Fatick sowie danach die École primaire supérieure (EPS) in Dakar. Nach einem Studium an der École normale William Ponty, der Lehrerausbildungsanstalt von Französisch-Westafrika, wurde er am 4. Oktober 1946 Lehrer an der Grundschule Ndioloffène in Saint-Louis sowie am 24. November 1948 Lehrer an der École des champs de courses in Dakar. 1948 trat er dem von Léopold Sédar Senghor, Mamadou Dia, Ibrahima Seydou Ndaw und Amadou Cissé Dia dem Bloc démocratique sénégalais (BDS) bei und wurde beim ersten Parteitag 1949 in Thiès zum Mitglied des Organisationskomitees sowie 1950 beim Parteitag in M’bour zusammen mit Aynina Fall zum stellvertretenden Generalsekretär des BDS gewählt. Darüber hinaus war er zwischen 1950 und 1956 Chefredakteur der Zeitschrift Condition Humaine, Organ des BDS. Am 1. November 1951 verließ er den Schuldienst und wurde stattdessen Leiter des Allgemeinen Verwaltungsbüros des Institut Français d’Afrique Noire (IFAN). Er fungierte zudem von 1955 bis 1960 als Erster Vize-Bürgermeister von Rufisque sowie zwischen 1956 und 1957 als Chefredakteur von L’Unité, Organ des Bloc Populaire Sénégalais (BPS).
Danach war Alioune Badara Mbengue von 1957 bis 1959 Mitglied des Territorialrates des Senegal und übernahm 1957 das Amt als Minister für Arbeit und Soziales in der Regierung der autonomen Republik Senegal unter dem Präsidenten des Regierungsrates Mamadou Dia. Er war des Weiteren von 1959 bis 1960 Mitglied der Legislativversammlung. In der Regierung von Mamadou Dia, der seit dem 18. Mai 1960 Premierminister des Senegal war, fungierte er bis 1962 als Minister für öffentliche Arbeiten, Transport und Bergbau sowie 1962 kurzzeitig als Minister für Handel, Industrie und Tourismus. Nachdem das Amt des Premierministers am 18. Dezember 1962 abgeschafft wurde, war er von 1962 bis 1963 Minister für öffentliche Arbeiten, Wohnen und Stadtplanung in der Regierung von Präsident Léopold Sédar Senghor. Danach fungierte er zwischen 1963 und 1968 als Justizminister und Siegelbewahrer und wurde 1964 auch Mitglied des Stadtrates von Dakar.
Mbengue übernahm im Juni 1968 von Doudou Thiam das Amt des Außenministers, wurde aber bereits wenige Tage später von Amadou Karim Gaye wieder abgelöst. Er selbst war daraufhin zwischen 1968 und 1970 Mitglied und Vizepräsident der Nationalversammlung. Nachdem er von 1970 und 1974 Botschafter im Vereinigten Königreich war, übernahm er 1974 im Kabinett von Premierminister Abdou Diouf die Ämter als Staatsminister, Justizminister und Siegelbewahrer und hatte diese Funktion vom 1. Januar 1981 bis 1982 auch im Kabinett von Premierminister Habib Thiam. 1982 bis 1983 war er abermals Mitglied und Vizepräsident der Nationalversammlung und fungierte danach von 1983 bis zu seinem Tode am 12. November 1992 als Präsident des Verwaltungsrates der Nationalen Elektrizitätsgesellschaft des Senegal Senelec (Société nationale d’électricité du Sénégal). Für seine langjährigen Verdienste erhielt er das Großkreuz des Ordre national du Lion und war auch Kommandeur des Ordre Français d’ Outre-mer.